# 심즈 프리플레이
《심즈 프리플레이》(The Sims FreePlay)는 심즈 시리즈의 무료 모바일 버전이다. 3G/4G가 지원되는 모바일, 태블릿에서 설치가 가능하다. 이 게임은 한국어와 영어 이외에 7개의 언어를 지원한다.

## 심즈와의 차이
심즈 3은 공간별로 구입을 할 수 있고 가구의 색깔도 바꿀 수 있다. 하지만 심즈 프리플레이는 공간별로 구입을 할 수 없고, 색깔도 바꿀 수 없다. 또한 부분 유료 기능이 있어서 완전한 무료("프리"플레이)라고 볼수없다.